# Crustulina altera
Crustulina altera là một loài nhện trong họ Theridiidae.
Loài này thuộc chi Crustulina. Crustulina altera được Willis J. Gertsch & Archer miêu tả năm 1942.